# Ryne Sanborn
Ryne Andrew Sanborn (Salt Lake City, 3 februari 1989) is een Amerikaanse acteur.  Hij was de 'Child of Light' op de opening en sluiting van de Olympische Winterspelen 2002. Als acteur is hij vooral bekend als 'Jason Cross' in High School Musical, High School Musical 2 en High School Musical 3: Senior Year. 